# Командування об'єднаних сил Збройних Сил України (монета)
Командування об'єднаних сил Збройних Сил України — обігова, пам'ятна монета присвячена командуванню об'єднаних сил збройних сил України.
Монета надійшла в обіг 6 грудня 2023.

## Опис та характеристики монети

### Аверс
Аверс монети – ідентичний з аверсом обігової монети номіналом 10 гривень зразка 2018 року, на ньому в центрі в обрамленні давньоруського орнаменту розміщені номінал монети, рік карбування та герб України.

### Реверс
На реверсі монети в центрі зображено емблему Командування об’єднаних сил Збройних Сил України.Вгорі півколом надпис — «Разом переможемо», внизу — «Командування об'єднаних сил ЗСУ»

## Вартість монети
Вартість сягає від 20грн до 200грн